# Sdružení přátel piva
Sdružení přátel piva, SPP (pl. Towarzystwo Przyjaciół Piwa) – czeska organizacja konsumencka, której celem jest promocja kultury piwnej w Czechach. Stowarzyszenie jest członkiem Europejskiej Unii Konsumentów Piwa (EBCU).